# Lagerhäuser am Hanover Quay 10–12
Die dreifach gegiebelten einstöckigen Lagerhäuser am Hanover Quay 10–12 (Denkmalliste RPS 3512) in Dublin sind von circa 1870 bis 1900 für industrielle Zwecke erbaut worden. Sie bestehen aus Granit und Backstein.
Heute werden die Gebäude von der Veranstaltungsagentur „The Hanover“ genutzt.